# Nanin
Nanin is een bestuurslaag in het regentschap Belu van de provincie Oost-Nusa Tenggara, Indonesië. Nanin telt 661 inwoners (volkstelling 2010).